# 이혜진 (자전거 경기 선수)
이혜진(李惠珍, 1992년 1월 23일 ~ )은 대한민국의 자전거 경기 선수이다. 2012년과 2016년 올림픽에 참가하였으며 2020 올림픽 출전권도 획득하였다. 2020년 세계 선수권 대회 경륜종목에서 대한민국 최초로 은메달을 획득하였고 세계랭킹 1위로 올라갔다.

## 선수 경력

### 유년기
2010년 이탈리아 몬티키아리에서 열린 세계 주니어 선수권 대회에 참가하였다. 500m 스프린트 경기에서 35.47초를 기록하며 금메달을 획득하였다. 이는 대한민국 최초의 국제대회 금메달이다. 이후 2011년 1월 21일열린 2010 대한사이클연맹 대의원총회에서 2010 사이클대상을 수상받았다.

### 2016년
세계선수권대회에 참가하여 경륜 종목에서 6위를 기록하였다. 이후 세계랭킹이 4위로 오르며 2016년 하계 올림픽 진출에 성공하였다. 올림픽 경륜 종목에서 대한민국 첫 메달 획득을 목표로 하였으나 예선에서 앞서가던 콜롬비아의 마르사 바요나 피네타선수가 넘어지면서 영향을 받아 결승진출에 실패하였다.

### 2017년
경상북도 영주시에서 열린 국민체육진흥공단 이사장배 전국사이클대회에 참가하였고 500m 독주경기에서 34초 165를 기록하며 대한민국 신기록을 기록하였다. 전국체육대회에도 참가하여 금메달을 획득하며 대회 6연패를 달성하였다. 11월 3일 열린 국가대표 선발전에서 33초 637을 기록하며 또다시 대한민국 신기록을 갱신하였다. 이후 캐나다 밀턴에서 열린 17-18시즌 3차 월드컵에서는 단체 스프린트전에서 동메달을, 칠레 산티아고에서 열린 4차 월드컵에서는 스프린트전에서 동메달을 획득하였다.2017년 뉴델리 아시아 선수권대회에서 경륜 은메달을 획득하였다.

### 2018년
2018년 아시안 게임 단체 스프린트 종목에서 김원경 선수와 같이 출전하였다. 동메달 결정전에서 33초 476으로 통과하며 일본을 꺽고 동메달을 획득하였다. 다음날 열린 경륜종목에서 2조1위로 들어오며 결승에 진출하였고 결승전에서는 0.024초 차이로 우승에 실패하며 은메달을 획득하였다. 99회 전국체육대회에서는 500m 독주에서 34초 687을 기록하며 7연패를 달성하였다.

### 2019년
18-19시즌 6차 월드컵에서는 스프린트 종목에서 은메달을 획득하며 월드컵을 마무리했다. 서울에서 열린 2019년 전국체육대회에 500m 독주 종목에서 34초571을 기록하며 8연패를 달성하였다. 민스크에서 열린 19-20시즌 1차 월드컵에서 공동2위를 기록하며 은메달을 획득하였다. 2차전에서는 13위를 기록하며 시상대에 오르지 못했다. 홍콩에서 열린 3차 월드컵에서는 대한민국 선수 최초로 금메달을 획득하였고 이후 케임브리지 4차 월드컵에서는 최초로 2연속 금메달을 획득하였다.

### 2020년
세계 선수권 대회 경륜종목에 출전하여 대한민국 최초로 은메달을 획득하였다 이후 세계랭킹 1위로 올라갔다. 스위스에서 전지훈련을 계획했으나 코로나바이러스감염증-19의 영향으로 전지훈련을 취소하였고, 2020년 하계 올림픽도 1년뒤로 연기되어 아쉬워했다. MBN 여성스포츠대상 3월 MVP에 선정되었다.

## 개인 최고 기록
| 종목      | 기록     | 날짜        | 장소                     | 기타   |
| --------- | -------- | ----------- | ------------------------ | ------ |
| 500m 독주 | 33초 637 | 2017. 11. 2 | 대한민국 충청북도 진천군 | [ 10 ] |

## 출신 학교
- 태평중학교
- 연천고등학교